# 瓦拉维尔
瓦拉维尔（法語：Varaville，法語發音：[vaʁavil] ⓘ）是法国卡尔瓦多斯省的一个市镇，属于卡昂区。

## 地理
瓦拉维尔（49°17'5"N, 0°9'16"W）面积16.49 平方千米，位于法国诺曼底大区卡爾瓦多斯省，该省份为法国西北部沿海省份，北濒大西洋英吉利海峡，东北与滨海塞纳省以海上边界相接，东临厄尔省，南至奧恩省，西与芒什省接壤。
与瓦拉维尔接壤的市镇（或旧市镇、城区）包括：巴旺、布吕库尔、卡堡、欧日地区戈讷维尔、古斯特朗维尔、梅维尔-弗朗斯维尔普拉日、欧日地区佩里耶、珀蒂维尔、滨海迪沃。

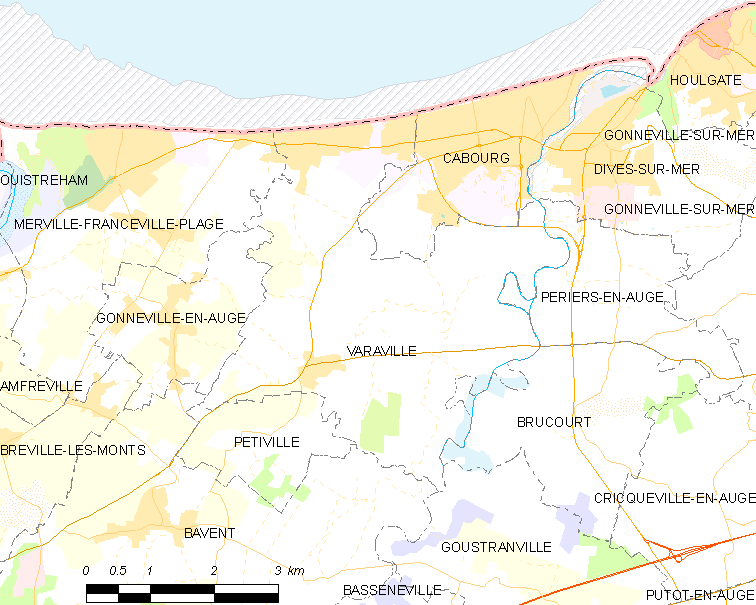
瓦拉维尔的OSM定位图

瓦拉维尔的时区为UTC+01:00、UTC+02:00（夏令时）。

## 行政
瓦拉维尔的邮政编码为14390，INSEE市镇编码为14724。

## 政治
瓦拉维尔所属的省级选区为卡堡县。

## 人口

1962-2008年间瓦拉维尔人口变化图示

瓦拉维尔于2022年1月1日时的人口数量为1028人。